# Sjung inför Herren av hela ditt hjärta
Sjung inför Herren av hela ditt hjärta är en sång där texten är hämtad från Bibeln, Efesierbrevet 5:19-20 och tonsatt av John Larsson. Karin Åberg har bearbetat den svenska texten. Sången har fått ge namn åt sångböckerna Sjung inför Herren.

## Publicerad i
- Sjung inför Herren, del 1 som nr 65.
- Sångboken 1998 som nr 189.